# هیل‌هوماها (هاوایی)
هیل‌هوماها (به انگلیسی: Halehomaha) یک منطقهٔ مسکونی در ایالات متحده آمریکا است که در شهرستان کائوآئی، هاوایی واقع شده‌است. هیل‌هوماها ۰٫۰ متر بالاتر از سطح دریا واقع شده‌است.